# Större sultanspett
Större sultanspett (Chrysocolaptes guttacristatus) är en asiatisk fågel i familjen hackspettar med vid utbredning från Indien till Indonesien.

## Utseende och läten
Större sultanspett är en stor hackspett med en kroppslängd på 33 cm. Fjäderdräkten är med guldgul mantel, röd huvudtofs hos hanen, röd övergump och tydliga svarta ögon- och mustaschstreck mycket lik både himalayaflamspett och guldryggig flamspett, trots att den inte alls är nära släkt med dessa (se nedan). Större sultanspett är dock tydligt större, med längre näbb och längre, mer s-formad hals. Nacken är vidare vitfläckat svart, ej helsvart, ögonen är ljusa och fötterna har fyra, ej tre tår. Vidare är mustaschstrecket tydligt tudelat med en tydlig, vit fläck emellan, nerför strupens mitt syns ett enda svart streck och bröstet är vitprickigt svart. Honan har också vitprickig hjässa (vitstreckad hos flamspettarna). Lätet är ett metalliskt och vasst "di-di-di-di-di-di-di".

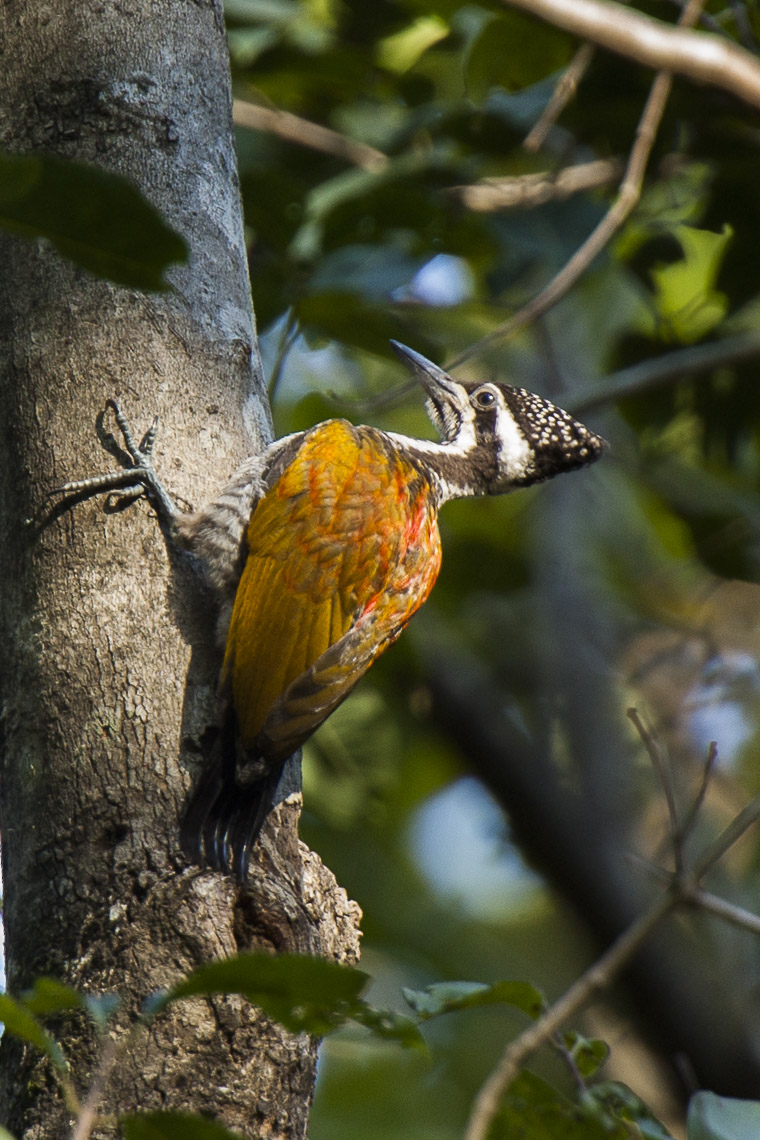
Hona större sultanspett.

Fågeln skiljer sig från javasultanspetten (C. strictus, tidigare behandlad som en och samma art) genom betydligt större storlek, vitfläckigt svart huvud, mer utbrett rött på övergumpen, mer guldgul ovansida samt tydligare teckningar i ansiktet och på undersidan.

## Utbredning och systematik
Större sultanspett delas numera vanligen in i fyra underarter med följande utbredning:
- Chrysocolaptes guttacristatus sultaneus – nordvästra Himalaya
- Chrysocolaptes guttacristatus guttacristatus – centrala och östra Himalaya samt sydöstra Indien till södra Kina, Thailand och Indokina
- Chrysocolaptes guttacristatus indomalayicus – på Malackahalvön till Sumatra och centrala Java
- Chrysocolaptes guttacristatus andrewsi – nordöstra Borneo

Fram till 2022 kategoriserades malabarsultanspetten (C. socialis) som en underart till större sultanspett, men urskiljs vanligen som egen art. Längre tillbaka inkluderades även java-, mindanao- och luzonsultanspett samt gulkindad, rödryggig och rödhuvad sultanspett i större sultanspett, då under det latinska namnet C. lucidus, men urskildes efter studier.
Sultanspettarna i Chrysocolaptes ansågs tidigare vara nära släkt med flamspettar i Dinopium. Genetiska studier visar att de trots liknande utseende inte alls är nära släkt. Istället står de nära de amerikanska jättespättarna i Campephilus medan flamspettarna istället är närmast släkt med de asiatiska släktena Gecinulus, Meiglyptes och Micropternus, på lite längre avstånd även bland annat gröngölingarna i Picus. Detta fenomen, att ej närbesläktade grupper som förekommer i samma geografiska område har så likartade utseende, är vanligt förekommande bland hackspettarna och är möjligen ett resultat av social mimikry.

## Levnadssätt
Större sultanspett hittas i fuktiga tropiska och subtropiska skogar, i blötare miljöer än vitnackad sultanspett. Den slår ofta följe med kringvandrande artblandade flockar.

## Status och hot
Arten har ett stort utbredningsområde och en stor population, men tros minska i antal, dock inte tillräckligt kraftigt för att den ska betraktas som hotad. Internationella naturvårdsunionen IUCN kategoriserar därför arten som livskraftig (LC).